# 金文京
金文京（韓語：김문경，1952年3月9日—），在日韩国人，作家。

## 生平
生於日本東京，畢業於慶應義塾大學文学部，後來完成日本京都大學大學院中國語學文學科博士課程，現任京都大學人文科學研究所教授。從事中國古代小說、戲劇及說唱文學歷史研究。
著有《三國演義的世界》、《〈花關索傳〉的研究》及《中國小說選》等。